# Connaught Place

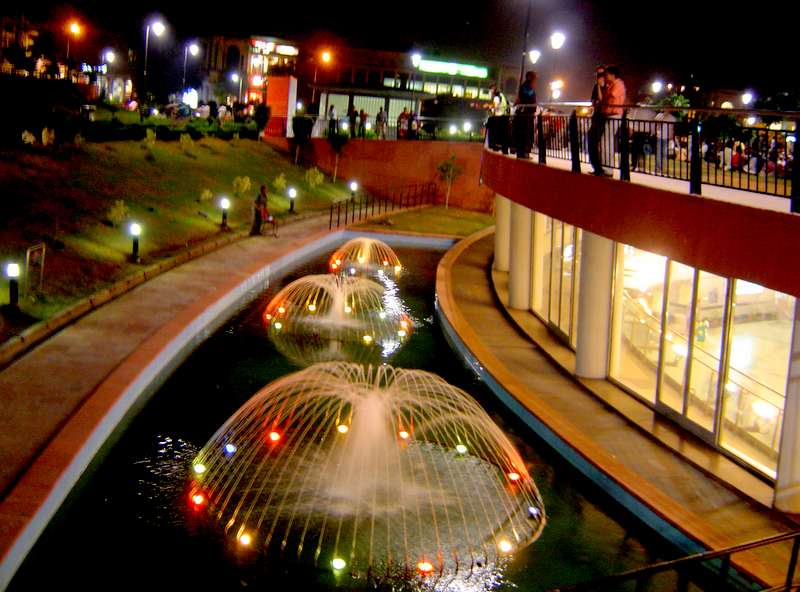
Central Park i Connaught Place

Connaught Place är New Delhis kommersiella centrum, ritat i modern tid av arkitekten Robert Tor Russell. Ursprungligen var denna stadsdel formad som en hästsko, men har nu expanderat och bildar formen av en cirkel, delad i ett dussintal kvarter med en stor park i mitten, från PVR Plaza Cinema i norr till Jantar Mantar och Tolstoy Marg i söder. Gatan Sansad Marg löper sydvästligt mot parlamentsbyggnaderna. New Delhis tunnelbanesystem har sin knutpunkt vid Inner Circle på Connaught Place, även kallat Rajiv Chowk. Vid ett av kvarteren på Connaught Place ligger ett underjordiskt köpcentrum kallat Palika Bazar.